# Черкаська обласна універсальна наукова бібліотека імені Тараса Шевченка
Черка́ська обласна універсальна наукова бібліотека імені Тараса Григоровича Шевченка — бібліотека в місті Черкаси, що належить до системи Міністерства культури і туризму України. Головний заклад у сфері бібліотечно-інформаційного обслуговування населення Черкаської області, методичний та координаційний обласний центр бібліотек різних систем і відомств, обласне сховище творів друку, депозитарій краєзнавчої літератури, місцевий центр книгообміну і міжбібліотечного абонемента.

## Історія
11 липня 1899 року була відкрита перша публічна бібліотека в місті Черкаси. 1903 року, згідно зі звітом до Черкаської міської ради, фонд бібліотеки нараховував 383 назв книг і періодичних видань в 1628 томах, а вже 1915 року він становив понад 4700 томів.
У зв'язку з утворенням Черкаської області, у квітні 1954 року Черкаська міська бібліотека імені Володимира Маяковського реорганізована в обласну бібліотеку із сучасною назвою. Першим директором призначено Кузьменко Євдокія Петрівна. Тоді заклад розташовувався у приміщенні колишнього магістрату в п'яти невеличких кімнатах на другому поверсі. Книжковий фонд налічував 32 тис. видань, передплачували 64 газети та 246 журналів. Штат складався із 29 осіб, із яких — 21 бібліотекар.
У 1963 році обласній бібліотеці виділили більше приміщення по вул. Ільїна, 285 (нині — вул. Надпільна) у новому будинку, але це не вирішило проблему розміщення фонду закладу, який постійно зростав. Тому постало питання спорудження відокремленої будівлі, яка відповідала б специфіці діяльності й вимогам часу. 1971 року розпочали роботи, які завершили в рекордний строк — 1 рік та 8 місяців. У грудні 1973 року відбулося урочисте відкриття нової триповерхової будівлі із цоколем площею 4956 кв. м.
1966 року обласна бібліотека отримала статус наукової, було розроблено нову структуру, відкрито спеціалізовані відділи.
2000 року Черкаській обласній універсальній бібліотеці присвоєно ім'я українського поета, письменника та художника Тараса Григоровича Шевченка.
14 серпня 2003 року відкрито Канадсько-український бібліотечний центр, створений осередком Канадського товариства приятелів України та працівниками Черкаської обласної універсальної наукової бібліотеки імені Тараса Шевченка.
Черкаська ОУНБ імені Тараса Шевченка однією з перших автоматизувала всі бібліотечні процеси й активно розвивається як інформаційний центр. Діє Електронна бібліотека ОУНБ, реалізовують проєкти «Дія. Цифрова освіта», «Інформаційно-культурний центр „Вікно в Америку“», «Че-спадщина», «Електронна бібліотека», «Культура України».
Станом на 01.01.2024 р.:
штат бібліотечних працівників — 74 особи;
функціонують 14 відділів та 3 сектори: бібліотечний фонд — 1835641 прим.

## Видавнича діяльність
На всіх етапах роботи одним із головних напрямів роботи є видавнича діяльність. З 1959 року виходить бібліографічний покажчик «Література про Черкаську область за …. рік», із 1970 р. щорічно — «Календар пам'ятних дат Черкащини», із 1974-го — щорічний «Зведений покажчик періодичних видань, передплачених провідними бібліотеками міста», видано науково-допоміжні покажчики «Природа і природні багатства Черкаської області», «Пам'ятки історії та культури Черкаської області», «Наймолодша в Україні» (5 випусків до ювілеїв Черкаської області), «Ранок землеробського світу (Пам'ятки трипільської культури на Черкащині)», «З високим ім'ям Кобзаря: уродженці та жителі Черкащини — лауреати Національної премії України імені Тараса Шевченка», «Під зеленими шатами Холодного Яру: сторінками історії», «Черкащина –серце козацької вольності», в серії «Черкащини славетні імена» до ювілеїв Т. Шевченка, В. Симоненка, В. Захарченка, М.Негоди, В. Чорновола та ін.[джерело?]
У закладі на високому рівні проводять дослідницьку роботу, результатом якої в останні роки став вихід ряду соціологічних досліджень «Стан поповнення та збереження фондів у бібліотеках Черкаської області», «Публічні бібліотеки Черкащини в контексті соціокультурного простору регіону», «Відповідність краєзнавчих інформаційних ресурсів Черкаської ОУНБ запитам і потребам користувачів», «Стан задоволення запитів користувачів у читальному залі гуманітарних наук», «Роль читання в житті людини»[джерело?].

## Центри
Інтернет-центр
Регіональний інформаційний центр
Центр Європейської інформації
Інформаційно-культурний центр «Вікно в Америку»
Регіональний тренінговий центр

## Директори
Кузьменко Євдокія Петрівна (1954—1984)
Скринська Марія Єгорівна — в. о. директора з 1984 по 1986 рік, до того — заступник з наукової роботи
Капкаєва Лілля Павлівна (1986—2022)
Дядик Людмила Дмитрівна (із 2022 року)